# Силицид осмия
Силицид осмия — бинарное неорганическое соединение
осмия и кремния
с формулой OsSi,
кристаллы.

## Получение
- Сплавление стехиометрических количеств чистых веществ:

{\displaystyle {\mathsf {Os+Si\ {\xrightarrow {1730^{o}C}}\ OsSi}}}

## Физические свойства
Силицид осмия образует кристаллы
кубической сингонии,
пространственная группа P 213,
параметры ячейки a = 0,4722÷0,4735 нм, Z = 4.
Имеет область гомогенности 49,8÷51,5 ат.% кремния.
Является полупроводником
.